# Глебов, Евгений Яковлевич
Евге́ний Я́ковлевич Гле́бов (14 января 1897, п. Углицкий, Верхнеуральский уезд, Оренбургская губерния,  Российская империя (ныне — Чесменский район, Челябинская область), — 1974) — советский учёный-ветеринар.
Декан ветеринарного факультета Пермского университета (1929–1930), первый ректор (1930–1931), проректор (1931–1934), первый декан зоотехнического факультета (1934–1938) Троицкого ветеринарно-зоотехнического института. Участник Великой Отечественной войны.

## Биография
В 1924 окончил Сибирский ветеринарный институт в Омске (специальность — ветеринарный врач). По окончании института служил в Красной Армии ветврачом в кавалерийском полку.
В 1925–1927 годах — ассистент кафедры частного животноводства  Сибирского ветинститута.
В 1927–1928 годах — окружной ветеринарный врач (г. Тагил).
В 1928–1930 годах — окружной ветеринарный врач (г. Пермь; одновременно занимался созданием ветеринарного вуза на Урале и читал курс коневодства и свиноводства на агрономическом факультете Пермского университета).
В 1929–1930 годах — декан ветеринарного факультета Пермского университета; одновременно на факультете заведовал кафедрой зоотехники.
1930–1931 годы — первый ректор (директор) Уральского ветеринарного института (преобразован из ветеринарного факультета ПГУ); далее  (1931–1934) — проректор (помощник директора) по учебной части Уральского ветеринарного института.
1934–1938 годы — организатор и декан зоотехнического факультета; одновременно — создатель и заведующий кафедрой частной зоотехнологии и зоогигиены (1930–1940) Троицкого (Уральского) ветеринарного института.
В 1940 году переехал в Минеральные Воды.
В 1941–1942 годах — служил в Красной Армии, участвовал в Великой Отечественной войне. Место службы — 2251-й армейский ветеринарный лазарет Западного фронта.
Позднее работал в Дагестанском сельскохозяйственном институте г. Махачкалы, заведовал кафедрой частной зоотехнии.

## Научная и общественная деятельность
В 1932 году получил учёное звание доцент.
Опубликовал более 100 научно-популярных статей (газеты «Звезда», «Страда», «Уральский рабочий», «Уральская новая деревня» и др.).
Один из составителей 1-го тома «Государственной племенной книги лошадей Челябинской области» (1939).
Председатель бюро Союза научных работников (1933); член инициативной группы Всесоюзной ассоциации работников науки и техники для содействия социалистическому строительству в СССР) и председатель его бюро (1930); заведующий производственным отделом газеты «За кадры» Троицкого ветеринарного института.
Занесён на почётную доску и в Красную книгу строителей Троицкого ветеринарного института.

## Избранные публикации
- Государственная племенная книга лошадей Челябинской области. Том 1 / Наркомзем СССР, Управление коневодства Челябинского областного земельного отдела Облконупр ; сост.: Е. Я. Глебов [и др.]. Челябинск : Челябоблконупр, 1939. 331 с.
- ... За ветеринарный институт на Урале: краткие исторические, экономические и официальные материалы / под ред.: доцента И. А. Берзинь и окр. вег. врача Е. Я. Глебова; Организационный комитет по созданию ВетВУЗа на Урале при Пермском окружном исполнительном комитете. Пермь : тип. «Полиграфтреста», 1929. 28 с.

## Награды
- Медаль «За победу над Германией в Великой Отечественной войне 1941–1945 гг.».